# Un demi
Pour les articles homonymes, voir Demi.

Une représentation d'un demi.

Un demi (souvent représenté par ½ ou 1/2) est la fraction irréductible résultant de la division de 1 par 2.

## Propriétés
- ½ est un nombre rationnel.
- Multiplier un nombre par ½ revient à le diviser par 2.
- La puissance à exposant ½ d'un nombre réel positif est sa racine carrée.

## Représentations
- Binaire : 0,1
- Décimal : 0,5
- Hexadécimal : 0,8
- Fraction continue : [0; 1, 1] ou [0; 2]

## Codage informatique
Cette fraction possède un caractère à part entière, « ½ » :
- ISO/CEI 8859-1 : 189
- Unicode : U+00BD (supplément Latin-1)
- HTML : &frac12;